# Shining Tears
Shining Tears (シャイニング・ティアーズ) est un action RPG sorti sur PlayStation 2 en 2004 au Japon et en 2005 aux États-Unis. Ce jeu a été développé par Amusement Vision et Nextech, puis publié par Sega. Il fait partie de la série Shining.
Shining Tears raconte l'histoire d'un jeune homme mystérieux appelé Xion. À la suite de l'accueil plutôt positif du jeu aux États-Unis, Sega a décidé d'adapter le jeu en anime sous le nom de Shining Tears X Wind.

## Personnages

### Xion
- Race : elfe
- Classe : berserke
- Sexe : mâle
- Âge : 17 ans
- Taille : 172 cm
- Poids : 61 kg

### Volg
- Race : homme loup
- Classe : fighter
- Sexe : mâle
- Âge : 45 ans
- Taille : 185 cm
- Poids : 82 kg

### Elwyn
- Race : elfe
- Classe : archer
- Sexe : femelle
- Âge : 17 ans
- Taille : 165 cm
- Poids : 42 kg

### Neige
- Race : humain
- Classe : sorcière
- Sexe : femelle
- Âge : 17 ans
- Taille : 162 cm
- Poids : 48 kg

### Ryuna
- Race : humain
- Classe : prêtresse
- Sexe : femelle
- Âge : 17 ans
- Taille : 157 cm
- Poids : 44 kg

### Mao
- Race : quarterbeast (nekomimi)
- Classe : ninja
- Sexe : femelle
- Âge : 17 ans
- Taille : 151 cm
- Poids : 38 kg

### Lazarus
- Race : dragonian
- Classe : heavy knight
- Sexe : mâle
- Âge : 17 ans
- Taille : 193 cm
- Poids : 165 kg

### Keiner
- Race : humain
- Classe : samouraï
- Sexe : mâle
- Âge : 19 ans
- Taille : 180 cm
- Poids : 69 kg

### Cupido
- Race : elfe
- Classe : minstrel
- Sexe : mâle
- Âge : 15 ans
- Taille : 179 cm
- Poids : 65 kg